# Score (Software)
Score ist ein PostScript-basiertes Notensatzprogramm. Es wurde von Leland Smith, Professor für Musik an der Stanford University, ab 1967 entwickelt. Die 2012 veröffentlichte aktuelle Version 5 ist unter Windows ab Windows 98 lauffähig. Score war bis zur Version 4 immer noch ein MS-DOS-Programm, was zu zunehmenden Kompatibilitätsproblemen mit neuerer Hard- und Software führte und neue Nutzer wegen der wenig intuitiven Benutzeroberfläche leicht abschreckte. Dennoch konnte sich Score einen festen Nutzerstamm überwiegend professioneller Anwender halten. Dazu haben vor allem drei Dinge beigetragen:
- Alle Parameter von Elementen in Score-Dateien sind direkt zugänglich und können frei verändert werden. Das macht Score sehr flexibel.
- Score führt keine Automatismen (z. B. zur Formatierung) aus, ohne dass der Nutzer dazu den ausdrücklichen Befehl gibt. Dazu gehört auch die Ausrichtung der Noten, die nach der Eingabe der Noten durch manuellen Befehl geschehen muss. Was zunächst umständlich anmutet, hat folgende Vorteile:
  - Der Nutzer hat von vornherein maximalen Einfluss auf das Notenbild, d. h. z. B., dass bereits bei der Eingabe bestimmt werden kann, wie die Musik auf der Seite aufgeteilt werden soll. Ein automatisches Layouten der eingegebenen Musik durch das Programm erfolgt zunächst nicht.
  - Der Nutzer kann immer genau nachvollziehen, welche Änderungen das Programm an den Daten vornimmt, wenn er eine automatische Funktion aufruft.
  - Auch Konstellationen von musikalischen Objekten, die den grundlegendsten Notationsregeln widersprechen, können mit dem Programm erstellt, bearbeitet und gedruckt werden. Höhere Funktionen, die eine musikalisch korrekte Struktur voraussetzen wie z. B. die Funktion zur Ausrichtung der Noten, können dann inaktiv bleiben.
- Es existiert eine Vielzahl von zum Teil stark individuell anpassbaren Tools, die verschiedene Nutzer zur Bearbeitung der relativ simplen Datenstruktur geschrieben haben. Der Arbeitsprozess verkompliziert sich durch die sukzessive Anwendung verschiedener Programme zwar, wird aber von vielen Nutzern dennoch bevorzugt, da sie so die absolute Kontrolle über die Daten behalten und ein genau ihren Bedürfnissen entsprechendes Ergebnis erzielen können.

Benutzer der Versionen 3 und 4 konnten seit dem 1. Januar 2009 auf eine Beta-Version für Windows (Version 5.0) upgraden. Seit dem Release von Version 5 können diese Nutzergruppen preisgünstigere Upgrade-Versionen erwerben.